# Konstantin Khabenskij
Konstantin Jurijevitj Khabenskij (Константин Юрьевич Хабенский; født 11. januar 1972 i Leningrad i Sovjetunionen) er en russisk skuespiller og instruktør. Han er i Vesten primært kendt for sin medvirken i filmene Mørkets vogtere (2004) og Lysets vogtere (2006) og for sin medvirken i filmen Wanted (2008), hvor han spillede overfor bl.a. Angelina Jolie.
Han gik på skuespillerskolen i Leningrad (fra 1991 Sankt Petersborg) i årene 1990-1995. Efter et kort ophold på Rajkin Satiriske Teater i Moskva, vendte han tilbage til Sankt Petersborg, hvor han i 1996 blev tilknyttet Lensovet Teatret. I 2003 flyttede han til Moskva Kunstnerteater, hvor han stadig er aktiv. 
Han fik debut som filmskuespiller i en mindre rolle i Na kogo Bog posjljot (da.: ~ Til den Gud vil sende, 1994).
Hans første hovedrolle som filmskuespiller kom i 1999 i filmen Zjenskaja sobstvennost (da.: Kvinders ejendom). Han er i Rusland særlig kendt for tv-serien Ubojnaja sila (da.: Dødelig styrke 2002-2005) om kriminalitet i Sankt Petersborg. Han fik internationalt gennembrud med Timur Bekmambetovs film Mørkets vogtere (2004) og Lysets vogtere (2006) som skurken Anton Gorodetskij. Han medvirkede også i Timur Bekmambetovs Wanted (2008), hvori medvirekde bl.a Angelina Jolie og Morgan Freeman.
Khabenskij har modtaget en lang række russiske og internationale filmpriser (Nika Awards, Den Gyldne Ørn m.fl.) og han modtog i 2012 den prestigefyldte pris Folkets Kunstner i Rusland. Websitet KinoPoisk kårede i 2015 Khabenskij til den mest populære russiske skuespiller i de første 15 år af det 21. århundrede. En meningsmåling i 2017 foretaget af det statslige russiske opinionsinstitut fastslog, at Khabenskij sammen med Sergej Bezrukov er den mest populære russiske mandlige skuespiller.
Khabenskij debuterede som filminstruktør i 2018 med Holocaust-dramafilmen Flugten fra Sobibor hvori han også medvirkede som skuespiller.
Han tog i marts 2022 offentligt afstand fra den russiske invasion af Ukraine.

## Filmografi
| Titel                                                                          | År   | Rolle                             | Noter                                  | Ref. |
| ------------------------------------------------------------------------------ | ---- | --------------------------------- | -------------------------------------- | ---- |
| Na kogo Bog posjljot (da.: ~ Til den Gud vil sende)                            | 1994 | fodgænger med briller             |                                        |      |
| Natasja                                                                        | 1997 | Ferenc, en student                |                                        |      |
| Khrustaljov, masjinu! (da.: Khrustaljov, bil!)                                 | 1997 | Konduktør                         |                                        |      |
| Poklonnik (da.: Beundreren)                                                    | 1999 | Stas                              |                                        |      |
| Zjenskaja sobstvennost (da.: Kvinders ejendom)                                 | 1999 | Andrei Kalinin                    |                                        |      |
| Dom dlja bogatykh (da.: Hus for de rige)                                       | 2000 | Yuri Sapozhnikov                  |                                        |      |
| Mekhanitjeskaja sjuita (da.: Mekanisk Suite)                                   | 2001 | Edouard                           |                                        |      |
| The Tale of Fedot-Archer                                                       | 2001 | the peasant-accordionist          |                                        |      |
| V dvizjenii (da.: På farten)                                                   | 2002 | Sasja                             |                                        |      |
| Osobennosti natsionalnoj politiki (da.: Ejendommeligheder i national politik)  | 2003 | Gosja                             |                                        |      |
| Boginja: kak ja poljubila (da.: Gudinde: Hvordan jeg blev forelsket)           | 2004 | Polosujev                         |                                        |      |
| Svoi (da.: Deres)                                                              | 2004 | Politisk instruktør Livsjits      |                                        |      |
| Mørkets vogtere                                                                | 2004 | Anton Gorodetsky                  |                                        |      |
| Statskij sovetnik (da.: Statsråden)                                            | 2005 | Green                             |                                        |      |
| Bednyje rodstvenniki (da.: Fattige familiemedlemmer)                           | 2005 | Edik                              |                                        |      |
| Tjas pik (da.: Myldretid)                                                      | 2006 | Konstantin Arkhipov               |                                        |      |
| Lysets vogtere                                                                 | 2006 | Anton Gorodetsky                  |                                        |      |
| Russkij treugolnik (da.: Russisk triangel)                                     | 2007 | Denis Maltsev                     |                                        |      |
| Ironija sudby. Prodolzjenije (da.: Skæbnens ironi. Fortsættelsen)              | 2008 | Kostja Lukasjin                   |                                        |      |
| Wanted                                                                         | 2008 | The Exterminator                  |                                        |      |
| Domovoj (da.: Husånden)                                                        | 2008 | Anton Pratjenko                   |                                        |      |
| Admiralen                                                                      | 2008 | Admiral Aleksandr Koltjak         |                                        |      |
| Tjudo (da.: Miraklet)                                                          | 2009 | Nikolaj Artemjev                  |                                        |      |
| Jolki (da.: Nytårstræer)                                                       | 2010 |                                   |                                        |      |
| Skaska.est (da.: Eventyr.spis)                                                 | 2011 | Encyclopædi                       |                                        |      |
| Rasputin                                                                       | 2011 | Aron Simanovic                    |                                        |      |
| Vykrutasy (da.: Dikkedarer)                                                    | 2011 | Vjatjeslav "Slava" Kolotilov      |                                        |      |
| Dame, konge, es, spion                                                         | 2011 | Poljakov                          |                                        |      |
| Geograf globus propil (da.: ~ Geografen drak sin globus)                       | 2013 | Viktor Slusjkin, geografilærer    |                                        |      |
| World War Z                                                                    | 2013 | Russisk soldat                    | Medvirken klippet ud af endelig udgave |      |
| Black Sea                                                                      | 2014 | Blackie                           |                                        |      |
| Unfriended                                                                     | 2014 | Officer                           | Ukrediteret                            |      |
| Jolki 1914 (da.: Nytårstræet 1914)                                             | 2014 | officer i zarens hær              |                                        |      |
| Avantjuristy (da.: Eventyrerne)                                                | 2014 | Max                               |                                        |      |
| Savva. Serdtse voina (da.: Savva. Krigerens hjerte)                            | 2015 | Anggee                            | Stemme til animationsfilm              |      |
| Kollektor                                                                      | 2016 | Arthur                            |                                        |      |
| Khorosjij maltjik (da.: Den gode dreng)                                        | 2016 | Koljas far                        |                                        |      |
| Maikäfer flieg                                                                 | 2016 | Cohn                              |                                        |      |
| Vremja pervykh (da.: ~ Den første tid)                                         | 2017 | Pavel Beljajev                    |                                        |      |
| Urfin Dzjus i ego derevjannye soldaty (da.: ~ Urfin Dzjus og hans træsoldater) | 2017 | Urfin Dzjus                       | Stemme til animationsfilm              |      |
| Selfie                                                                         | 2018 | Vladimir Bogdanov                 |                                        |      |
| Flugten fra Sobibor                                                            | 2018 | Aleksandr Petjerskij              | Også manuskriptforfatter og instruktør |      |
| Feja (da.: Féen)                                                               | 2019 | Jevgenij Vojgin                   |                                        |      |
| Ogon (da.: Brand)                                                              | 2020 | Andrej Pavlovitj Sokolov          |                                        |      |
| Major Grom: Tjumnoj Doktor (da.: Major Grom: Pestlægen)                        | 2021 | Dr Veniamin Rubinstein, psykiater |                                        |      |
| Normalnyj tolko ja (da.: Jeg er den eneste normale)                            | 2021 | Viktor Rjurikovitj                |                                        |      |
| Tjempion mira (da.: Verdensmester)                                             | 2021 | Viktor Kortjnoj                   |                                        |      |
| Grom: Trudnoje detstvo (da.: Grom: Svær barndom)                               | 2022 | Dr Veniamin Rubinstein, psykiater |                                        |      |
| Pravednik (da.: Den retfærdige)                                                | 2023 | Avigdor                           |                                        |      |
| Bremenskie musykanty (da.: Musikanterne fra Bremen)                            | 2024 | Detektiv                          |                                        |      |
| Sto let tomu vrerjod (da.: For hundrede år siden)                              | 2024 | Professor Seleznev                |                                        |      |
| Major Grom: Igra (da.: Major Grom: Spillet)                                    | 2024 | Dr Veniamin Rubinstein, psykiater |                                        |      |